# クィントゥス・ファビウス・マクシムス (紀元前45年の補充執政官)
クィントゥス・ファビウス・マクシムス、おそらくクィントゥス・ファビウス・マクシムス・サンガ（Quintus Fabius Maximus、Quintus Fabius Maximus Sanga、 - 紀元前45年12月31日）はパトリキ（貴族）出身の共和政ローマの政治家・軍人。紀元前45年に補充執政官（コンスル・スフェクトゥス）を務めた。

## 経歴
マクシムスは高名なパトリキ氏族であるファビウス氏族の出身である。父の名前もクィントゥスであり、祖父は紀元前121年の執政官クィントゥス・ファビウス・マクシムス・アッロブリギクス、曽祖父は紀元前145年の執政官クィントゥス・ファビウス・マクシムス・アエミリアヌスである。
マクシムスが記録に現れるのは紀元前59年であり、マルクス・カエリウス・ルフス（en）と共にマケドニア属州総督ガイウス・アントニウス・ヒュブリダ（紀元前63年の執政官）を強奪容疑で告訴した際である。キケロが被告側弁護団を率いたが、マクシムスとルフスは裁判に勝利した。紀元前57年にアエディリス・クルリス（上級按察官）に就任、在任中にファビウスの凱旋門（Fornix Fabianus）の修復を行っている。紀元前48年以前の何れかの時点で、マクシムスは法務官（プラエトル）を務めたはずである。紀元前46年にはガイウス・ユリウス・カエサルのレガトゥス（副官）の一人として、ローマ内戦を戦った。カエサルはマクシムスをクィントゥス・ペディウスと共にヒスパニアに送り、サルディニアからの兵を率いて小ポンペイウスに対処させた。
マクシムスは数的に勝るポンペイウス軍と戦うことを避け、オクルボに野営地を設営してカエサルの到着を待った。カエサルが合流した後、紀元前45年3月17日のムンダの戦いでカエサル軍はポンペイウス軍に勝利した。勝利の後、カエサルはマクシムスをムンダの包囲に残し、マクシムスはこれを攻略、破壊した。続いてマクシムスはウルサオへと軍を進めた。
マクシムスはカエサルと共にローマに戻り、カエサルは9月単独執政官に就任、10月1日にマクシムスはガイウス・トレボニウスと共に補充執政官に任命され、民会もカエサルの意思を受けてこれを承認した。しかし、マクシムスが彼のリクトル（護衛）と共に劇場に来て聴衆の起立を求めた際には、反カエサル派市民は「彼は執政官ではない」と叫んだという。10月13日にはヒスパニアでの勝利を祝って凱旋式を実施している。
マクシムスは紀元前45年12月31日、即ち執政官の任期の最終日に死亡した。大プリニウスによれば、それまでなんの兆候も、病気も持っていなかったために驚かれたと言う。任期残りの数時間ガイウス・カニウス・レビルス（en）が代理を務めた。
マクシムスには息子が二人、パウッルス・ファビウス・マクシムス（en、紀元前11年の執政官)、アフリカヌス・ファビウス・マクシムス（en、紀元前10年の執政官)とマルクス・ティティウス（en、紀元前31年の補助執政官）の妻となった娘ファビア・パウッリナがいた。

## 参考資料
- T. Robert S. Broughton, The Magistrates of the Roman Republic, Vol II (1952).
- Holmes, T. Rice, The Roman Republic and the Founder of the Empire, Vol. III (1923).
- Syme, Ronald, The Roman Revolution, Clarendon Press, Oxford, (1939).
- Smith, W. Dictionary of Greek and Roman biography and mythology (1861).